# 瓜州之战
瓜州之战是唐朝与吐蕃的战争中的一次战役。指开元十五年（727年）九月至十月，唐军在瓜州（治晋昌县，今甘肃省瓜州县西南）击败吐蕃军进攻的作战。
开元十五年九月初七，吐蕃大将悉诺逻恭禄与烛龙莽布支率军攻克唐朝瓜州，擒瓜州刺史田元献还有河西节度使王君㚟的父亲，夺下城中粮食，想要阻断中原与西域的交通。随即又进攻玉门军（今甘肃省玉门县），带着俘虏到凉州（治姑威县，今甘肃省武威市），激王君㚟出城决战。王君㚟看到吐蕃兵强，不敢出兵，烛龙莽布支率军攻打长乐县（今甘肃省瓜州县西北）。长乐县令贾师顺率领军民抵抗。悉诺逻恭禄攻下瓜州，联合烛龙莽布支攻打长乐。十余天围攻，长乐县不克。吐蕃派人劝降，长乐县拒绝。悉诺逻恭禄于是撤军。途经瓜州时，再次抢掠财物，毁坏瓜州城池。又派精骑兵回军攻打长乐，贾师顺早就担心吐蕃会杀回马枪，加强整修城池，吐蕃军见城中有备，再次撤退。同时，吐蕃赞普与突骑施苏禄在西域围攻安西城（龟兹），回纥瀚海可马护输为族父承宗报仇，杀死河西节度使王君㚟，河陇人心不稳，唐玄宗任命朔方节度使萧嵩为河西节度副大使。萧嵩派建康军（今甘肃省高台县西南）使张守珪为瓜州刺史。张守珪抵达瓜州，立即组织全城军民加固城防。十月，吐蕃再次压境，张守珪认为应该出奇兵取胜。张守珪在城上饮酒作乐。吐蕃怀疑有诈，不敢攻城，于是退兵。张守珪派兵追杀，大破吐蕃。唐朝设立瓜州都督府，任命张守珪为都督。